# Bulbophyllum rubiferum
Bulbophyllum rubiferum là một loài phong lan thuộc chi Bulbophyllum.